# Yellow Submarine
Yellow Submarine és el desè àlbum de The Beatles, llançat a principis de 1969. Va ser publicat com a banda sonora de la pel·lícula homònima, que es va estrenar al Regne Unit set mesos abans del llançament de l'àlbum.

## Història
Només un costat del disc conté cançons interpretades pels The Beatles; i de les sis, quatre eren inèdites. La cançó «Yellow Submarine» ja havia estat llançada el 1966 simultàniament com a senzill i l'àlbum Revolver, i «All You Need Is Love» també s'havia publicat anteriorment com a senzill, el 1967. La segona part inclou la banda sonora simfònica composta per George Martin, en versions gravades especialment per a l'àlbum.
«All Together Now» i «Hey Bulldog» van ser gravades específicament per a la pel·lícula. «Only a Northern Song» va ser gravada durant les sessions per a Sgt. Pepper's Lonely Hearts Club Band, però finalment es va descartar d'aquest àlbum. «It's All Too Much», com altres cançons similars registrades immediatament després les sessions de Sgt. Pepper, no va ser pensada per a un projecte específic. «Hey Bulldog», gravada l'11 de febrer de 1968, va anar evolucionant a partir d'un intent inicial per rodar una pel·lícula promocional del senzill «Lady Madonna».
«Baby, You're a Rich Man» també va ser pensada originalment per a la banda sonora de la pel·lícula, però va ser llançada a la cara B d'«All You Need Is Love» i no es va incloure a l'àlbum Yellow Submarine.

## Rebuda
A diferència de la rebuda de la pel·lícula, l'àlbum Yellow Submarine va ser considerat, en general, com un dels llançaments dels Beatles més fluixos. Va ser un dels pocs àlbums dels Beatles que no va arribar a posicions destacades de les llistes d'èxits musicals del Regne Unit ni dels Estats Units, tot i que va ser disc número u durant dues setmanes a la llista canadenca RPM i va posar fi a les dotze setmanes de l'àlbum The Beatles en primera posició. Als EUA va aconseguir el segon lloc, posició mantinguda pel mateix àlbum, llançat dos mesos abans.

## Llista de cançons
Totes les cançons foren escrites i compostes per Lennon–McCartney, excepte les indicades explícitament. 
| 1. | «Yellow Submarine» (originalment, un senzill de 1966 i a l'àlbum Revolver)                | Starr                 | 2:40 |
| 2. | «Only a Northern Song» (George Harrison)                                                  | Harrison              | 3:24 |
| 3. | «All Together Now»                                                                        | McCartney, amb Lennon | 2:11 |
| 4. | «Hey Bulldog»                                                                             | Lennon, amb McCartney | 3:11 |
| 5. | «It's All Too Much» (Harrison)                                                            | Harrison              | 6:25 |
| 6. | «All You Need Is Love» (originalment un senzill de a 1967, inclòs a Magical Mystery Tour) | Lennon                | 3:51 |

Totes les cançons foren escrites i compostes per George Martin, excepte les indicades explícitament. 
| 1. | «Pepperland»                                                              | 2:21 |
| 2. | «Sea of Time»                                                             | 3:00 |
| 3. | «Sea of Holes»                                                            | 2:17 |
| 4. | «Sea of Monsters»                                                         | 3:37 |
| 5. | «March of the Meanies»                                                    | 2:22 |
| 6. | «Pepperland Laid Waste»                                                   | 2:19 |
| 7. | «Yellow Submarine in Pepperland» (Lennon–McCartney, arranjada per Martin) | 2:13 |